# Stora Sätertjärnen
Stora Sätertjärnen är en sjö i Årjängs kommun i Värmland och ingår i Göta älvs huvudavrinningsområde. Sjöns area är 0,019 kvadratkilometer och den befinner sig 198 meter över havet.